# Ukhta
Ukhta ou Uchta (em russo: Ухта; Komi: Уква, Ukva) é uma importante cidade industrial da República de Komi no noroeste da Rússia. População: 103.340 (Censo 2002), 110.548 (Censo 1989).

## História
Fontes de óleo ao longo do rio Ukhta já eram conhecidos no século XVII. Em meados do século 19, o industrial MK Sidorov começou a perfurar poços de petróleo nesta área. Foi um dos primeiros poços de petróleo na Rússia. Houve uma indústria caseira no campo de óleo em 1920-1921 em Ukhta. Deitada sobre o rio do mesmo nome, o assentamento foi fundado como a aldeia de Chibyu em 1929, mas em 1939 ela foi renomeada Ukhta. Recebeu o estatuto de cidade em 1943 quando foi ligada à Ferrovia Pechora. A leste da cidade é Sosnogorsk, e a sudoeste Yarega. Bem como a sua ligação ferroviária Ukhta também tem um aeroporto.

## Esportes
O único clube esportivo profissional faltando na cidade é o clube de futsal Ukhta (em russo:  МФК Ухта, Мини-футбольный клуб Ухта) que disputa a Superliga Russa de futsal e pelo cujo jogam alguns atletas brasileiros como Guitta e Felipe Paradynski. Também houve clube de basquete Planeta-Universitet. 
Atualmente há escolas esportivas de futebol, futsal, hóquei no gelo e artes marciais em Ukhta.

## Pessoas ligadas a Ukhta
- Roman Abramovich, (1966), empresário
- Viktor Alexandrovič Lyapkalo, (1956), pintor

## Geminações
- Naryan-Mar, Nenétsia, Rússia [1]

## Ligações Externas
- Ukhta OnLine
- All of Ukhta
- DM's Ukhta site pictures of Ukhta (em inglês)